# 通天閣下
通天閣下（つうてんかっか、1912年7月3日 - ）は、日本の覆面レスラー。通天閣公認プロレスラーとして活動している。

## 経歴
幼少時よりプロレスラーへの憧れがあり、高校でレスリングを始め、大学時には大会で上位入賞するまでになる。しかしヒザに大怪我を負い、プロレスラーは断念。スポーツジムのトレーナーとして活動する。
2019年に原因不明の疾病に見舞われ、後に特定疾患の皮膚筋炎と判明。治療の過程で再びプロレスラーを志し、トレーナー業を続けながら2022年8月21日、万葉プロレス奈良ミ・ナーラ大会で通天閣下としてシエルヴォ・ムラ戦でデビュー。なおデビュー直後に通天閣に活動を報告し、通天閣側からも「通天閣のような名物レスラーに」と公認されている。
2023年1月29日、DDT後楽園ホール大会で行われた、チーム煩悩大社長（高木三四郎＆阿部史典）presents ノーギャランブルに出場。
以降は、DDTやGLEATなどに参戦。関西地区の興行を中心に活動。
同年5月にXで自身の疾患を公表、また読売新聞の取材でファイトマネーを難病の子供を支援する慈善団体へ全額寄付していることを明かした。
2024年1月6日、DDT大阪176BOX大会において、秋山準＆男色ディーノ＆大石真翔組が保持するKO-D6人タッグ王座に、ボディガー＆土井成樹と組んで挑戦。大石に首固めで敗れ、タイトル獲得はならなかった。

## 得意技
通天ボンバー
通天ロック
御利益ドロップ

## 入場曲
- 今がいちばんいい（ASKA）[1]